# Molophilus (Molophilus) bidens
Molophilus (Molophilus) bidens is een tweevleugelige uit de familie steltmuggen (Limoniidae). De soort komt voor in het Australaziatisch gebied.